# Tabuda
Tabuda (łac. Diocesis Tabudensis) – stolica historycznej diecezji we Cesarstwie rzymskim w prowincji Numidia. Współcześnie w Algierii. Obecnie katolickie biskupstwo tytularne.

## Biskupi tytularni
| Lp. | Biskup                        | Funkcja                                                               | Od                | Do              |
| --- | ----------------------------- | --------------------------------------------------------------------- | ----------------- | --------------- |
| 1   | Laurent Tétrault              | wikariusz apostolski Bukoby (Tanzania)                                | 13 listopada 1947 | 14 marca 1951   |
|     | Teodor Bensch                 | biskup pomocniczy elekt wrocławski                                    | 26 kwietnia 1951  | 1952            |
| 2   | Antonio Añoveros Ataún        | biskup pomocniczy Malagi biskup koadiutor Kadyksu i Ceuty (Hiszpania) | 25 sierpnia 1952  | 2 kwietnia 1964 |
| 3   | James Louis Flaherty          | biskup pomocniczy Richmond (USA)                                      | 8 sierpnia 1966   | 9 sierpnia 1975 |
| 4   | Giovanni Innocenzo Martinelli | wikariusz apostolski Trypolisu (Libia)                                | 3 maja 1985       | 30 grudnia 2019 |
| 5   | Elias Lorenzo                 | biskup pomocniczy Newark (USA)                                        | 27 lutego 2020    |                 |